# Chaim Weizmann
Chaim Azriel Weizmann (Pinsk, Bielorrússia, 27 de novembro de 1874—Rehovot, Israel, 9 de novembro de 1952), químico, cientista e estadista, foi o primeiro presidente de Israel. Ele era um nacionalista que planejava usar o sionismo como uma forma de se combater a esquerda política.

## Biografia

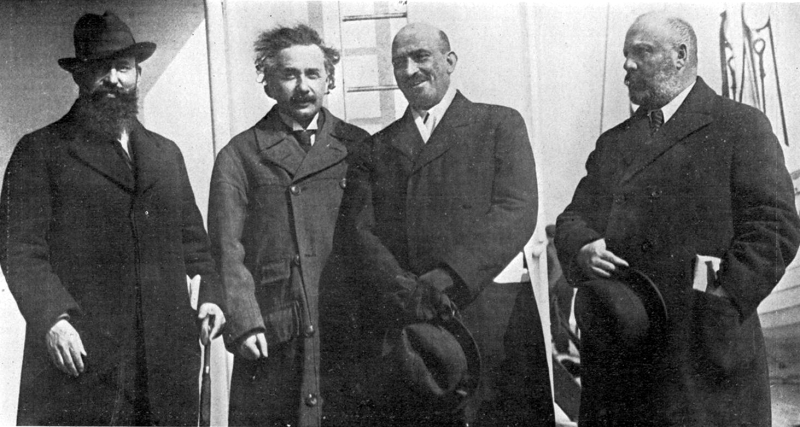
Mossinson, Einstein, Weizmann, Ussishkin (1921)

Chaim Weizmann formou-se em Química, pela Universidade de Friburgo, na Suíça, em 1899, e tornou-se professor da Universidade de Genebra, entre 1901 e 1903.

Weizmann foi fundamental para obter a Declaração de Balfour e depois convencer o governo dos Estados Unidos reconhecer o recém-formado Estado de Israel.

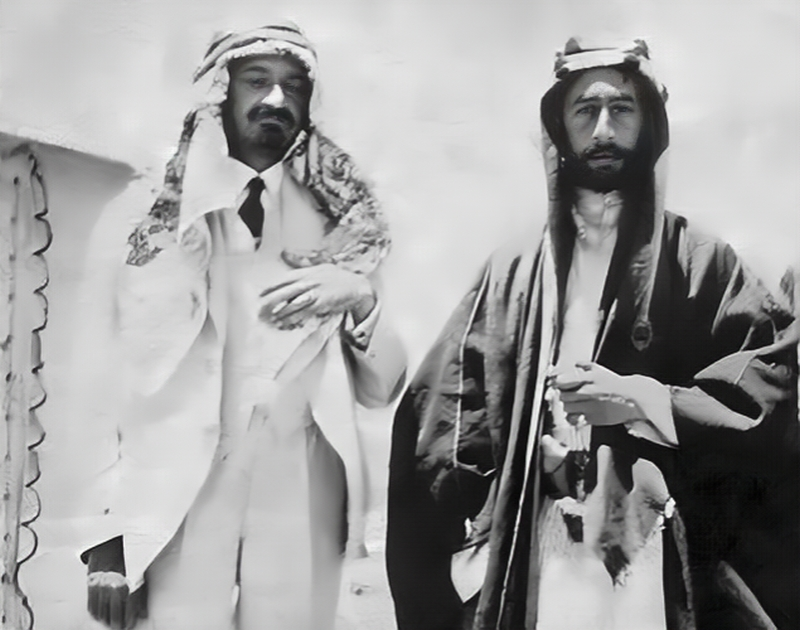
Emir Faiçal I e Chaim Weizmann, em 1918

Como bioquímico, Weizmann é considerado o 'pai' da fermentação industrial. Ele desenvolveu o processo de fermentação acetona-butanol-etanol, que produz acetona, n-butanol e etanol através da fermentação bacteriana. Seu método de produção de acetona foi de grande importância na fabricação de propulsores explosivos de cordita para a indústria de guerra britânica durante a Primeira Guerra Mundial. Ele fundou o Sieff Research Institute em Rehovot (mais tarde renomeado como Weizmann Institute of Science em sua homenagem) e foi fundamental no estabelecimento do Universidade Hebraica de Jerusalém.
Ele foi eleito presidente de Israel em 16 de fevereiro de 1949 e serviu até sua morte em 1952.

## Trabalhos publicados
- Weizmann, Chaim (1918). What is Zionism. Londres: [s.n.]
- Weizmann, Chaim (1949). Trial and Error: The Autobiography of Chaim Weizmann. [S.l.]: Jewish Publication Society of America
- Weizmann, Chaim (1949). Autobiography: Chaim Weizmann. London: Hamilton Ltd
- Weizmann, Chaim (janeiro de 1942). «Palestine's role in the solution of the Jewish Problem». Foreign Affairs. 20 (2): 324–338. JSTOR 20029153. doi:10.2307/20029153
- Herzog, Chaim (1996). Living History: a Memoir. [S.l.]: Plunkett Lake Press ASIN B013FPVJ42